# Sacculina boschmai
Sacculina boschmai är en kräftdjursart som beskrevs av Reinhard 1955. Sacculina boschmai ingår i släktet Sacculina och familjen Sacculinidae. Inga underarter finns listade i Catalogue of Life.